# 유럽동물지
유럽동물지(Fauna Europaea)는 유럽의 모든 살아있는 다세포 육상 및 민물 동물의 학명과 분포에 관한 데이터베이스이다. 구축 초기(2000년~2004년)에 유럽 연합의 자금 지원을 받았다. 암스테르담 대학교에서 관장하고 있는 프로젝트이다.